# Torneo Súper 8 2008
El Torneo Súper 8 2008 Clarín Deportivo fue la cuarta edición del Torneo Súper 8. Se disputó por primera vez en la ciudad de Capital Federal, Argentina, del 26 al 30 de noviembre de 2008 en el Estadio Obras Sanitarias. Se coronó como campeón el club Club de Regatas Corrientes siendo este su primer título en el certamen, tras vencer en la final a Club Atlético Obras.

## Clasificación
Para determinar los ocho equipos participantes del torneo, los equipos clasificaron acorde a su récord en la primera fase de la liga 2008/09, de modo tal que el Súper 8 reunió a los primeros 4 de la zona norte (Atenas, Libertad, Regatas y Quimsa), los primeros 3 de la zona sur (Estudiantes de Bahía Blanca, El Nacional y Gimnasia de Comodoro), y un equipo invitado por la organización, en este caso y por ser sede del torneo se invitó a Obras Sanitarias.
| Zona Norte         | PG | PP | Pts |
| ------------------ | -- | -- | --- |
| Atenas             | 13 | 1  | 27  |
| Libertad           | 9  | 5  | 23  |
| Regatas Corrientes | 8  | 6  | 22  |
| Quimsa             | 7  | 7  | 21  |
| Ciclista Olímpico  | 7  | 7  | 21  |
| Sionista           | 5  | 9  | 19  |
| Obras Sanitarias   | 4  | 10 | 18  |
| Ben Hur            | 3  | 11 | 17  |

| Zona Sur                 | PG | PP | Pts |
| ------------------------ | -- | -- | --- |
| Bahía Blanca Estudiantes | 8  | 6  | 22  |
| El Nacional MH           | 7  | 7  | 21  |
| Gimnasia (CR)            | 7  | 7  | 21  |
| Independiente (N)        | 7  | 7  | 21  |
| Peñarol                  | 10 | 4  | 20  |
| Quilmes                  | 8  | 6  | 19  |
| Boca Juniors             | 5  | 9  | 19  |
| Lanús                    | 4  | 10 | 18  |

|  |                                      |
|  | Clasificados por tener mejor récord. |
|  | Equipo invitado por la organización. |

## Desarrollo del torneo
|  | Cuartos de final             | Cuartos de final             |                    |                     | Semifinales             | Semifinales             |  |                  | Final                   | Final                   |  |
|  | 26 y 27 de noviembre de 2008 | 26 y 27 de noviembre de 2008 |                    |                     | 28 de noviembre de 2008 | 28 de noviembre de 2008 |  |                  | 30 de noviembre de 2008 | 30 de noviembre de 2008 |  |
|  |                              |                              |                    |                     |                         |                         |  |                  |                         |                         |  |
|  |                              |                              |                    |                     |                         |                         |  |                  |                         |                         |  |
|  | Atenas                       | 77                           |                    |                     |                         |                         |  |                  |                         |                         |  |
|  | Atenas                       | 77                           |                    |                     |                         |                         |  |                  |                         |                         |  |
|  | Quimsa                       | 66                           |                    |                     |                         |                         |  |                  |                         |                         |  |
|  | Quimsa                       | 66                           |                    | Atenas              | 64                      |                         |  |                  |                         |                         |  |
|  |                              |                              |                    | Atenas              | 64                      |                         |  |                  |                         |                         |  |
|  |                              |                              | Obras Sanitarias   | 66                  |                         |                         |  |                  |                         |                         |  |
|  | El Nacional MH               | 71                           | Obras Sanitarias   | 66                  |                         |                         |  |                  |                         |                         |  |
|  | El Nacional MH               | 71                           |                    |                     |                         |                         |  |                  |                         |                         |  |
|  | Obras Sanitarias             | 72                           |                    |                     |                         |                         |  |                  |                         |                         |  |
|  | Obras Sanitarias             | 72                           |                    |                     |                         |                         |  | Obras Sanitarias | 62                      |                         |  |
|  |                              |                              |                    |                     |                         |                         |  | Obras Sanitarias | 62                      |                         |  |
|  |                              |                              | Regatas Corrientes | 68                  |                         |                         |  |                  |                         |                         |  |
|  | Libertad                     | 61                           | Regatas Corrientes | 68                  |                         |                         |  |                  |                         |                         |  |
|  | Libertad                     | 61                           |                    |                     |                         |                         |  |                  |                         |                         |  |
|  | Gimnasia (Comodoro)          | 69                           |                    |                     |                         |                         |  |                  |                         |                         |  |
|  | Gimnasia (Comodoro)          | 69                           |                    | Gimnasia (Comodoro) | 65                      |                         |  |                  |                         |                         |  |
|  |                              |                              |                    | Gimnasia (Comodoro) | 65                      |                         |  |                  |                         |                         |  |
|  |                              |                              | Regatas Corrientes | 72                  |                         |                         |  |                  |                         |                         |  |
|  | Bahía Blanca Estudiantes     | 59                           | Regatas Corrientes | 72                  |                         |                         |  |                  |                         |                         |  |
|  | Bahía Blanca Estudiantes     | 59                           |                    |                     |                         |                         |  |                  |                         |                         |  |
|  | Regatas Corrientes           | 71                           |                    |                     |                         |                         |  |                  |                         |                         |  |
|  | Regatas Corrientes           | 71                           |                    |                     |                         |                         |  |                  |                         |                         |  |
|  |                              |                              |                    |                     |                         |                         |  |                  |                         |                         |  |

### Final
| 30 de noviembre de 2008 | Regatas Corrientes                  | 68–62 | Obras Sanitarias               | |  |
|                         | Parciales: 12-20, 24-3 11-26, 21-13 |       |                                | |  |
|                         | Estadísticas Sebastián Acosta 15    | Pts   | Estadísticas 20 Lázaro Borrell | Pabellón: Estadio Obras Sanitarias, Capital Federal Árbitros: * Pablo Estévez * Alejandro Chitti * Daniel Rodrigo |  |